# Codi ATC B03
El  codi ATC B03, descrit com Preparats antianèmics, és una subgrup terapèutic de l'Anatomical, Therapeutic, Chemical Classification System (ATC). La classificació ATC és un sistema de codis alfanumèric desenvolupat per l'Organització Mundial de la Salut (OMS) per als fàrmacs i altres productes sanitaris. El subgrup B03 és part del grup anatòmic B Sang i òrgans hematopoètics.

Els codis per a ús veterinari (codis ATCvet) poden han estat creats afegint la lletra Q davant dels codis ATC humans: QB03... 
Les adaptacions estatals de la classificació ATC poden incloure codis addicionals no presents en aquesta llista, que segueix la versió de l'OMS.

## B03A Preparats ambferro
B03A A Ferro bivalent, preparats orals
B03A B Ferro trivalent, preparats orals
B03A C Ferro trivalent, preparats parenterals
B03A D Ferro en combinació amb àcid fòlic
B03A I Ferro en altres combinacions

## B03BVitamina B₁₂i àcid fòlic
B03B A Vitamina B₁₂ (cianocobalamina i derivats)
B03B B Àcid fòlic i derivats

## B03X Altres preparats antianèmics
B03X A Altres preparats antianèmics